# Аниш (кантон)
Аниш (фр. Aniche) — кантон во Франции, находится в регионе Нор — Па-де-Кале, департамент Нор, округ Дуэ.

## История
Кантон образован в результате реформы 2015 года путём слияния бывших кантонов Арлё и Дуэ-Сюд (без части города Дуэ).

## Состав кантона
В состав кантона входят коммуны (население по данным Национального института статистики за 2017 г.):
- Амель (786 чел.)
- Аниш (10 244 чел.)
- Арлё (3 219 чел.)
- Брюнемон (711 чел.)
- Бюньикур (1 030 чел.)
- Вилле-о-Тертр (630 чел.)
- Генен (4 677 чел.)
- Гёльзен (1 026 чел.)
- Деши (5 324 чел.)
- Кантен[англ.] (1 577 чел.)
- Левард (2 425 чел.)
- Леклюз (1 372 чел.)
- Лоффр (729 чел.)
- Мани (4 143 чел.)
- Марк-ан-Остреван (736 чел.)
- Монтиньи-ан-Остреван (4 801 чел.)
- Моншекур (2 502 чел.)
- Обершикур (4 448 чел.)
- Обиньи-о-Бак (1 178 чел.)
- Рукур (454 чел.)
- Ферен (1 455 чел.)
- Фешен (1 745 чел.)
- Фрессен (877 чел.)
- Экайон (1 937 чел.)
- Эршен (692 чел.)
- Эстре (1 112 чел.)

## Политика
На президентских выборах 2022 г. жители кантона отдали в 1-м туре  Марин Ле Пен 42,0 % голосов против 19,1 % у Жана-Люка Меланшона и 19,0 % у Эмманюэля Макрона; во 2-м туре в кантоне победила Ле Пен, получившая 64,2 % голосов. (2017 год. 1 тур: Марин Ле Пен – 38,2 %, Жан-Люк Меланшон – 23,7 %, Эмманюэль Макрон – 15,1 %, Франсуа Фийон – 10,3 %; 2 тур: Ле Пен – 58,0 %. 2012 г. 1 тур: Франсуа Олланд — 29,7 %, Марин Ле Пен — 26,2 %, Николя Саркози — 17,2 %; 2 тур: Олланд — 61,2 %).
С 2015 года кантон в Совете департамента Нор представляют член совета коммуны Арлё Шарль Бошам (Charles Beauchamp) и мэр города Генен Марилин Люка (Maryline Lucas) (оба – Коммунистическая партия). 
|                | Кандидаты                  | Партия                   | Первый тур | Первый тур     | Второй тур | Второй тур |
| Кол-во голосов | Кандидаты                  | Партия                   | % голосов  | Кол-во голосов | % голосов  |            |
| -------------- | -------------------------- | ------------------------ | ---------- | -------------- | ---------- | ---------- |
|                | Шарль Бошам Марилин Люка   | Коммунистическая партия  | 6 017      | 44,96          | 8 434      | 65,63      |
|                | Паскаль Клери Натали Факон | Национальное объединение | 4 027      | 30,09          | 4 417      | 34,37      |
|                | Ксавье Бартошек Люси Вайян | Разные левые             | 3 340      | 24,96          |            |            |

|                | Кандидаты                  | Партия                  | Первый тур | Первый тур     | Второй тур | Второй тур |
| Кол-во голосов | Кандидаты                  | Партия                  | % голосов  | Кол-во голосов | % голосов  |            |
| -------------- | -------------------------- | ----------------------- | ---------- | -------------- | ---------- | ---------- |
|                | Шарль Бошам Марилин Люка   | Левый фронт             | 5 788      | 29,54          | 10 290     | 54,48      |
|                | Дани Ваттебле Ги Канни     | Национальный фронт      | 7 329      | 37,40          | 8 598      | 45,52      |
|                | Кристель Дельпьер Марк Эме | Правый блок             | 3 732      | 19,05          |            |            |
|                | Анни Фар Жан-Мишель Щатни  | Социалистическая партия | 2 745      | 14,01          |            |            |